# Роскошевка (село)
Роскошевка (укр. Розкошівка) — село в Тепликском районе Винницкой области Украины.
Код КОАТУУ — 0523787203. Население по переписи 2001 года составляет 653 человека. Почтовый индекс — 23807. Телефонный код — 4353.
Занимает площадь 0,224 км².

## Адрес местного совета
23807, Винницкая область, Теплицкий р-н, с. Стражгород, ул. Садовая, 21